# Сая (ножны)

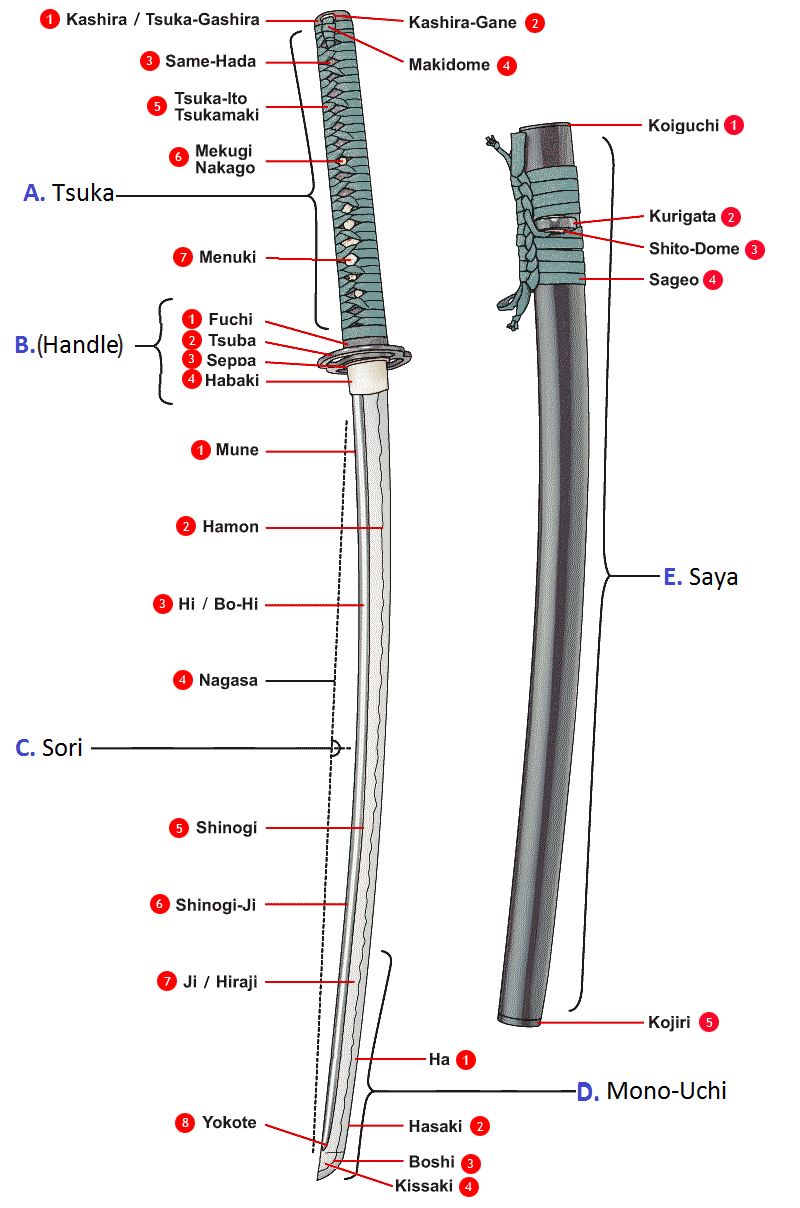
Схема наименований частей японского меча

Сая (яп. 鞘) — японский термин для обозначения ножен меча. Во времена самураев изготавливались из древесины магнолии и покрывались лаком для защиты от влаги. В соответствии со вкусами того времени украшались лаковыми миниатюрами, листовым золотом или кожей ската. Для катан XX века, особенно периода Второй мировой войны, характерны металлические ножны, изготовленные по европейским образцам.

## Описание
Сая состоит из следующих частей:
- коигути (в переводе с японского «морда карпа») — устье ножен;
- куригата — проушина на задней стороне ножен;
- сито-домэ — металлическая вставка внутри куригата;
- сагэо — украшение в виде декоративного узла из шёлкового шнура;
- кодзири — навершие ножен из металла или рога.

Традиционно сая изготавливалась из древесины хоноки (магнолия, лат. Magnolia hyolouca) и покрывалась лаком уруси, получаемым от лакового дерева. Проушина куригата удерживала ножны от выскальзывания при ношении их за поясом. В куригата, которую часто изготавливали из рога, для предотвращения быстрого снашивания вставлялась металлическая втулка (сито-домэ). К проушине привязывалось украшение сагэо в виде декоративных узлов из шёлкового шнура. Иногда ножны имели дополнительные гнёзда для ножей (кодзука и когай). Часто владелец клинка имел до четырёх различных сая для разных случаев:
- неукрашенная сая из дерева (сирасая). Применялась для хранения клинка, когда его не использовали;
- просто украшенная сая для повседневного ношения;
- военная сая, которая часто покрывалась металлом;
- богато и искусно украшенная сая для церемоний.

Очень редкий вариант конструкции представлял собой две сая, которые вставлялись друг в друга. Идея была в том, что внутреннюю вставку можно было легко заменить после того, как она сносилась, при этом внешнее оформление, обычно намного более дорогое, сохранялось.
В зависимости от моды ножны украшали лаковыми вставками, золотили или покрывали кожей ската, при этом обращали внимание на то, чтобы оформление сая соответствовало ручке (цука).
Военные мечи (гунто), которые производились в XX столетии, особенно во время Второй мировой войны, имели ножны европейского образца из металла с деревянной вставкой. Цвет и украшения очень разнообразны.